# لين كاسيدي
لين كاسيدي هو لاعب كرة القدم الكندية كندي، ولد في 18 نوفمبر 1919 في تورونتو في كندا، وتوفي في 30 يناير 2007 في Fenelon Falls ‏ في كندا.

## وصلات خارجية
- لين كاسيدي على موقع JustSportsStats.com (الإنجليزية)